# Felimare sechurana
Felimare sechurana is een slakkensoort uit de familie van de Chromodorididae. De wetenschappelijke naam van de soort werd voor het eerst geldig gepubliceerd in 2017 door Hoover, Padula, Schrödl, Hooker en Valdés.